# اس‌ام یوسی-۱
اس‌ام یوسی-۱ (به انگلیسی: SM UC-1) یک زیردریایی بود که طول آن ۱۱۱ فوت ۶ اینچ (۳۳٫۹۹ متر) بود. این زیردریایی در سال ۱۹۱۵ ساخته شد.